# MAD Architects
MAD Architects, dat soms ook wel MAD of MAD Studio wordt genoemd, is een architectenbureau gevestigd in Beijing, China. Aan het roer van MAD Architects staan Ma Yansong, Dang Qun and Yosuke Hayano.
Het architectenbureau is internationaal actief en heeft onder andere naast hun kantoor in Beijing ook kantoren in Los Angeles, New York en Rome. In Nederland verzorgt MAD het ontwerp voor de verbouwing van de Fenix-II-loods in Rotterdam. Deze loods die na de Tweede Wereldoorlog in twee delen is herbouwd zal een museum gaan huisvesten en krijgt daarnaast in het ontwerp een iconisch spiraal-achtig uitkijkplatform. In 2019 ontvingen Stichting Droom en Daad en MAD Architects de Ranald MacDonald Prijs voor het werk aan de Fenixloodsen.
Verder heeft het bedrijf voor Star Wars-regisseur George Lucas een privémuseum in Los Angeles ontworpen. Dit museum heeft de vorm van een ruimteschip. In Toronto zijn twee wolkenkrabbers ontworpen, die de vorm hebben van tornado's.

## Portfolio
- Absolute World, Mississauga, Canada
- Harbin Opera House, Harbin
- Conrad Hotel, Beijing
- Sheraton Huzhou Hot Spring Resort, Huzhou
- Sanya Phoenix Island, Sanya
- Nanjing Zendai Himalayas Center, Nanjing
- Lucas Museum of Narrative Art, Los Angeles
- UNIC, Parijs
- Fenix, Rotterdam
- Danshuis, Rotterdam